# Heterotextus luteus
Heterotextus luteus är en svampart som först beskrevs av Giacopo Bresàdola, och fick sitt nu gällande namn av Robert Francis Ross McNabb 1965. Heterotextus luteus ingår i släktet Heterotextus och familjen Dacrymycetaceae.   Inga underarter finns listade i Catalogue of Life.